# Джерело № 3 (Рахів)
Джерело № 3 (Рахів) — гідрологічна пам'ятка природи місцевого значення в Україні. Розташована в межах Рахівського району Закарпатської області, на північний захід від центральної частини міста Рахів, в урочищі «Циплин» (при вул. Буркут). 
Площа 0,5 га. Статус надано згідно з рішенням Закарпатського облвиконкому від 23.10.1984 року № 253. Перебуває у віданні ДП «Рахівське ЛДГ» (Рахівське лісництво, кв. 5, вид. 14). 
Статус надано з метою збереження джерела мінеральної води. Вода вуглекисла, гідрокарбонатно-кальцієво-магнієва. Мікроелементи — марганець, алюміній, мідь. Для лікування захворювань органів травлення.